# 生田暉雄
生田 暉雄（いくた てるお、1941年〈昭和16年〉10月2日 - 2024年〈令和6年〉6月10日）は、日本の弁護士。元裁判官。

## 経歴
1941年、兵庫県神戸市生まれ。関西大学卒業後、高校教師や市役所職員として働きながら司法試験に合格、修習生時代は青法協に所属する。1970年、裁判官任官後、1987年に大阪高等裁判所判事となる。1992年に退官し弁護士登録する。
弁護士としては、高知白バイ衝突死事故、愛媛教科書裁判などの弁護を担う。自らの著書にて裁判所の実態を告発する一方、裁判を「主権実現の手段」と位置付け、市民の手に取り戻す術を提案している。その一方、2020年までに9回の懲戒を受けた経験があり、当時所属していた香川県弁護士会の会長は現役最多記録ではないかとしている。当人は「弁護士会からのやっかみ等で、弁護士の懲戒ということをやられ」たと述べている。
林眞須美の弁護人を務め、2021年5月31日、新たに和歌山地裁に再審請求を申し立てる。
2024年6月10日、死去。82歳没。

## 著書
- 『裁判が日本を変える!』（2007年、日本評論社）
- 『裁判員拒否のすすめ』（2009年、WAVE出版）※共著
- 『最高裁に「安保法」違憲判決を出させる方法』（2016年、三五館）